# Luis Laverde
Luis Felipe Laverde Jiménez (Urrao, 6 luglio 1979) è un ex ciclista su strada colombiano, professionista dal 2002 al 2019.
Forte scalatore, come da tradizione colombiana, ha ottenuto i due suoi più importanti successi al Giro d'Italia nel 2006 a Domodossola e nel 2007 a Spoleto.

## Palmarès
- 2001 (dilettanti)

Circuito Valle del Resco
Giro del Basso Nera
Campionati panamericani, In linea Under-23
6ª tappa Vuelta de la Juventud de Colombia
Classifica generale Vuelta de la Juventud de Colombia
- 2003

4ª tappa Settimana Ciclistica Lombarda (Castione della Presolana > Clusone)
- 2006

14ª tappa Giro d'Italia (Aosta > Domodossola)
- 2007

6ª tappa Giro d'Italia (Tivoli > Spoleto)
Gran Premio Nobili Rubinetterie
- 2010

6ª tappa Vuelta a Colombia (Socorro > Tunja)
- 2015

12ª tappa Vuelta a Colombia (Ituango > Bello)
- 2017

6ª tappa Clásico RCN (Paipa > Cajicá)

### Altri successi
- 2011

Classifica scalatori Presidential Cycling Tour of Turkey

## Piazzamenti

### Grandi Giri
- Giro d'Italia

2002: 31º
2003: 30º
2004: 15º
2005: 44º
2006: 49º
2007: 36º
2008: 24º

### Classiche monumento
- Milano-Sanremo

2008: 115º
2012: ritirato
- Giro di Lombardia

2002: 71º
2003: ritirato
2005: ritirato
2006: ritirato
2007: ritirato
2012: ritirato

### Competizioni mondiali
- Campionati del mondo

Verona 2004 - In linea Elite: 36º
Madrid 2005 - In linea Elite: 121º
Salisburgo 2006 - In linea Elite: ritirato
Stoccarda 2007 - In linea Elite: ritirato
- Giochi olimpici

Atene 2004 - In linea: 36º

### Competizioni continentali
- Giochi sudamericani

Medellín 2010 - In linea: 2º
Santiago del Cile 2014 - In linea: 2º